# Estación El Godo
El Godo fue una estación de ferrocarril que se hallaba en la actual comuna de Pozo Almonte en la Región de Tarapacá de Chile. Fue detención tanto del Longitudinal Norte y el Ferrocarril de Iquique a Pintados y actualmente se encuentra inactiva.

## Historia
La estación fue construida en los años 1920 como parte de las obras del Ferrocarril de Iquique a Pintados, que entraron en funcionamiento en noviembre de 1928.
La estación aparece consignada tanto en mapas oficiales de 1929 así como también en mapas de 1944 y 1961, lo que da cuenta de su actividad de manera constante. En julio de 1940 un temporal interrumpió las vías ferroviarias al norte de la estación, por lo que El Godo se convirtió en la terminal provisoria mientras era restituida la vía.
La estación dejó de prestar servicios cuando fue suprimida el 1 de junio de 1961. Las vías del Longitudinal Norte fueron traspasadas a Ferronor y privatizadas, mientras que la estación fue abandonada.